# Reichsschule des Deutschen Arbeitsdienstes

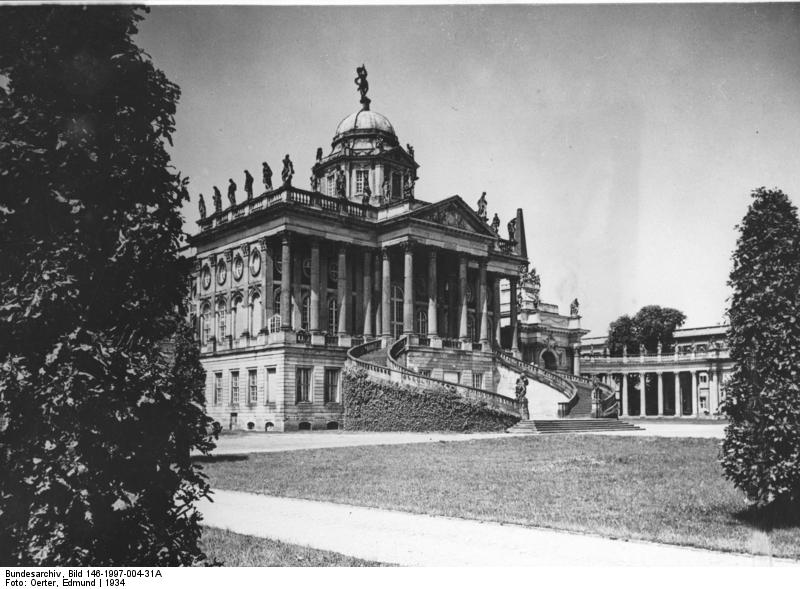
Die Reichsschule in den 1930er Jahren

Wimpel der Schule

Die Reichsschule des Deutschen Arbeitsdienstes war eine 1933 eingerichtete Führerschule des Reichsarbeitsdienstes (RAD) in den Communs des Schlosses Neues Palais in Potsdam. Die historische Ortsangabe lautete Potsdam-Wildpark, nach dem Bahnhof Wildpark Potsdam.
Geführt wurde die Schule 1933–1934 von Otto Quirin Lancelle. Zweiter Leiter der Schule wurde bis 1941 Hermann Kretzschmann.